# Гума, Василий Иванович

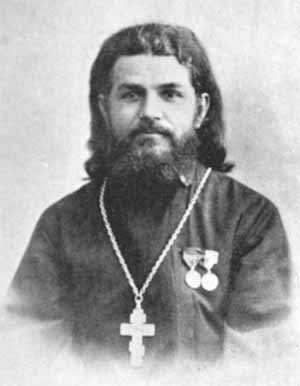
В. И. Гума

Гума Василий Иванович (отец Василий) (1866—?) — депутат Государственной думы Российской империи I созыва от Бессарабской губернии.

## Биография
Родился в 1866 году. Окончил Кишинёвскую духовную семинарию (1886). С 1887 по 1906 годы священник местечка Флорешты Сорокского уезда. Состоял окружным духовным следователем, благочинным. Член общества распространения священного писания в России. 
В 1906 году был избран Государственную думу Российской империи I созыва от Бессарабской губернии. Дальнейшая судьба неизвестна.